# Real Club Valderrama

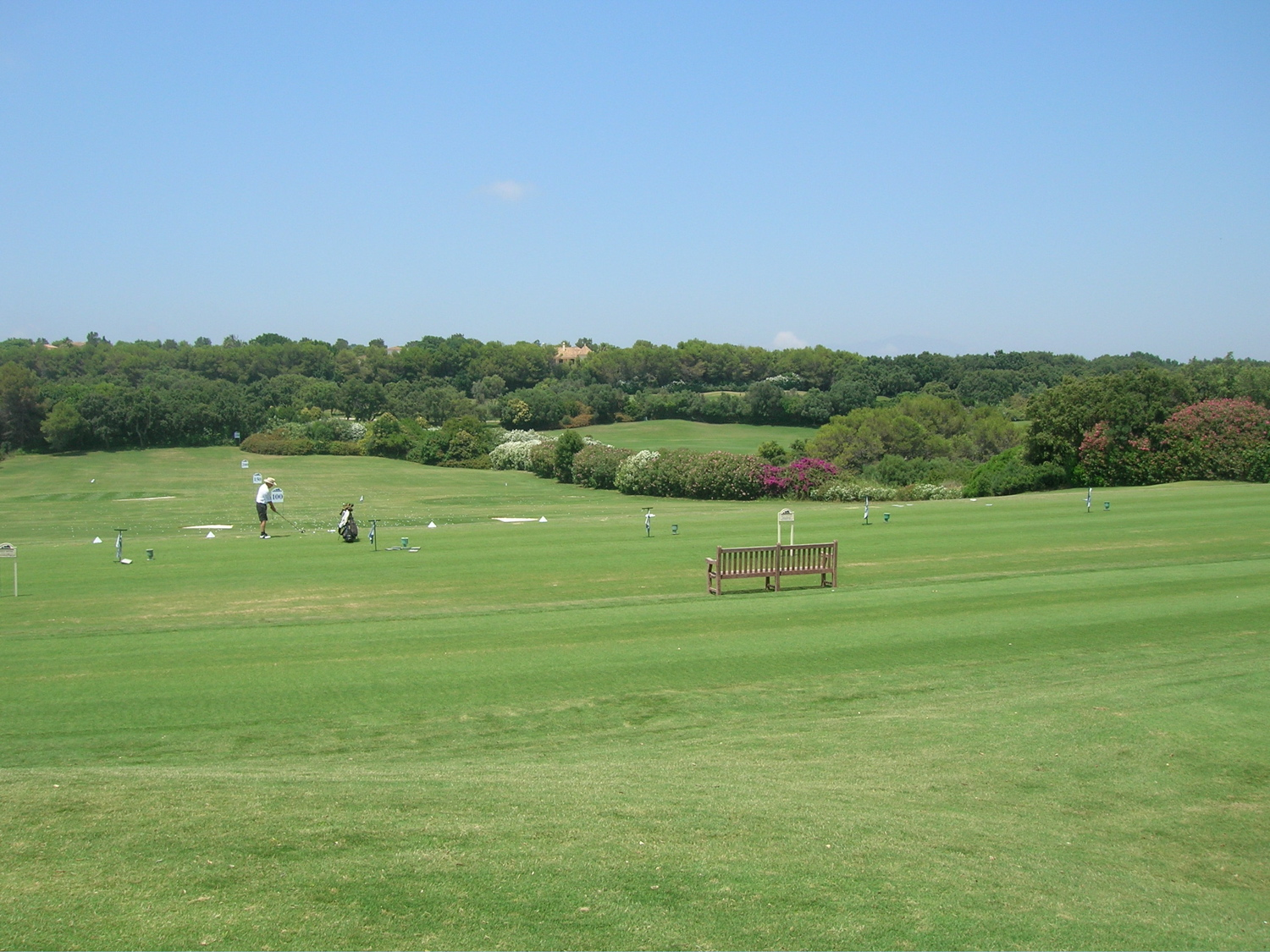
Valderramas driving range i juli 2006.

Real Club Valderrama, tidigare Nuevo Sotogrande och Las Aves, är en privat golfklubb som ligger i Sotogrande i Spanien.

## Historik
På tidigt 1960-tal ville den amerikanske affärsmannen Joseph McMicking, som var verksam i fastighetsbranschen på Filippinerna, att utöka sina fastighetsintressen och beslutade att en plats runt Medelhavet vore lämplig plats för ett nytt projekt. År 1962 slog McMicking och hans filippinska affärspartners i släkten Zobel till och köpte en bit kustnära mark i kommunen San Roque utan att Francoregimen protesterade. Det var dock överraskande eftersom vid den tidpunkten var det ovanligt att utländska intressen fick tillåtelse att köpa mark i Spanien. McMicking och Zobel lät uppföra privatägda och exklusiva orten Sotogrande och med bland annat tillhörande golfklubbar, hästpoloklubb, småbåtshamn och tennisbanor.
Denna golfklubb grundades 1974 som Nuevo Sotogrande och fick sin golfbana invigd året efter. Den var designad av den amerikanske golfbanedesignern Robert Trent Jones, han hade tidigare anlagt andra golfbanor i Sotogrande åt McMicking. År 1981 bytte golfklubben namn till Las Aves. Tre år senare köpte Jaime Ortiz-Patiño, barnbarn till den bolivianske gruvmagnaten Simón Iturri Patiño, Las Aves och satsade stora pengar på att få golfklubbens golfbana att vara tillräckligt bra för att locka till sig professionella golftourer att spela där. Den fick också sitt nuvarande namn i ett senare skede. Valderrama har genomfört flera förändringar av golfbanans design och det skedde åren 1986 (Robert Trent Jones och Craig Cooke), 1990 (David John Krause), 1993 (Seve Ballesteros och Kyle Phillips) och 2000 (Roger Rulewich).
Sedan 2000 har golfbanan 18 hål och är totalt 6 392 meter och där par är 71.

## Mästerskap
Valderrama har stått som värd för bland annat PGA European Tour och Ryder Cup. Golfklubben kommer, vid månadsskiftet mellan juni och juli 2023, arrangera Liv Golf Andalucía.